# Brenda Chapman

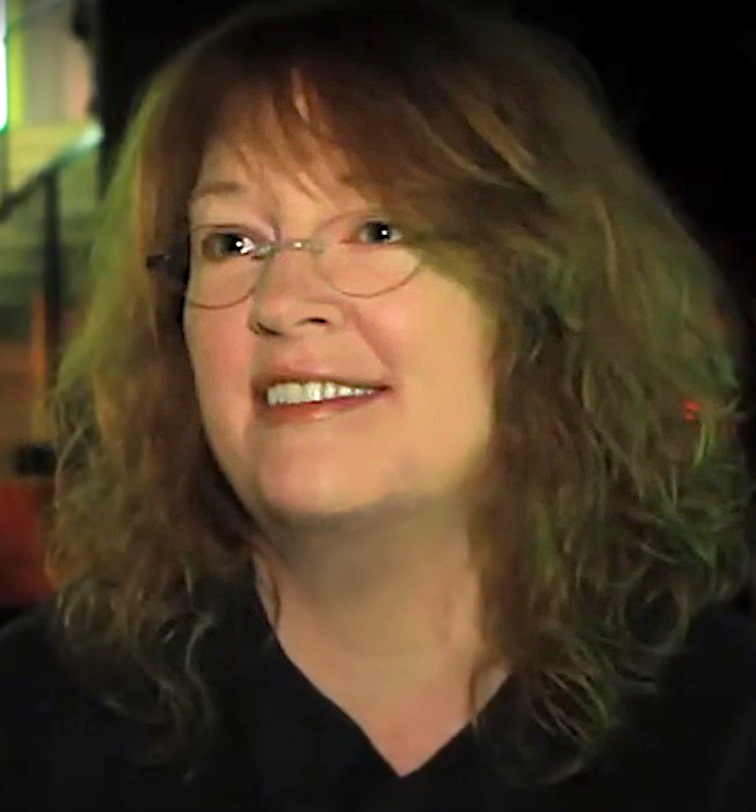
Brenda Chapman, 2012

Brenda Chapman (* 1. November 1962) ist eine mit einem Oscar ausgezeichnete Regisseurin, Drehbuchautorin, und Storyboardzeichnerin. Mit Der Prinz von Ägypten war sie 1998 die erste Frau, die bei einem Zeichentrickfilm eines der großen Animationsstudios, Regie führte.

## Leben
Chapman wollte ursprünglich in den Bereichen Modedesign oder kommerzieller Kunst tätig sein, entschied sich dann aber für die Animationsbranche, da sie zeichnerisch sehr begabt ist. Sie absolvierte Cal Arts mit einem Bachelor of Fine Arts. Während dieser Zeit produzierte Chapman einen Schülerfilm, durch den sie einen Job bei Walt Disney bekam und begann dort bei ersten Projekten mitzuarbeiten. Den Höhepunkt ihrer Zeit bei Disney markierte der kommerziell sehr erfolgreiche Film Der König der Löwen.
Nach acht Jahren verließ sie Disney in Richtung DreamWorks Animation, wo sie mit Der Prinz von Ägypten (1998) einen weiteren Höhepunkt feiern konnte.
Auf Drängen von Joe Ranft wechselte sie 2003 zu Pixar Animation Studios, wo sie unter anderem an dem Streifen Cars mitwirkte. Ihr bisher größter Erfolg kam 2012 mit dem 3D-Animationsfilm Merida – Legende der Highlands, bei dem sie als Regisseurin und Drehbuchautorin tätig war und 2013 den Oscar in der Kategorie Bester animierter Spielfilm gewann.
Chapman hat mit ihrem Ehemann, dem Regisseur Kevin Lima, eine Tochter, die Schauspielerin Emma Rose Lima.

## Filmografie (Auswahl)
Als Regisseurin:
- 1998: Der Prinz von Ägypten
- 2012: Merida – Legende der Highlands (Merida)

Als Drehbuchautorin:
- 1991: Die Schöne und das Biest
- 1994: Der König der Löwen (The Lion King)
- 1999: Fantasia 2000
- 2012: Merida – Legende der Highlands (Merida)

Als Storyboardzeichnerin:
- 1989: Arielle, die Meerjungfrau
- 1990: Bernard und Bianca im Känguruhland
- 1996: Der Glöckner von Notre Dame
- 2002: Der Weg nach El Dorado

## Auszeichnungen
- 1992: Hugo Awards: Nominierung in der Kategorie Beste dramatische Präsentation für Die schöne und das Biest
- 1994: Annie Awards: Auszeichnung in der Kategorie Beste Story in einem Animationsfilm für Der König der Löwen
- 1996: Annie Awards: Nominierung in der Kategorie Beste Leistungen für Storyboard für Der Glöckner von Notre Dame
- 1999: Annie Awards: Nominierung in der Kategorie Beste Regie in einem Animationsfilm für Der Prinz von Ägypten
- 2013: Annie Awards: Nominierung in der Kategorie Bestes Drehbuch in einem Animationsfilm für Merida – Legende der Highlands
- 2013: Oscar: Bester animierter Spielfilm für Merida – Legende der Highlands